# Arevadasht
Arevadasht (en arménien Արևադաշտ) est une communauté rurale du marz d'Armavir, en Arménie. Elle compte 351 habitants en 2009.